# Nasoziliarisneuralgie
Die Nasoziliarisneuralgie (nasociliary neuralgia) gehört zur Gruppe der Gesichtsneuralgien. Ein Teil ihrer Symptomatik wurde 1840 von Moritz Heinrich Romberg, dann erneut von Ulysse Trélat 1882 beschrieben. Erst der chilenische Augenarzt Carlos Charlin beschrieb das Krankheitsbild 1931 jedoch vollständig. Daher wurde die Nasoziliarisneuralgie früher auch Charlin-Syndrom genannt.

## Symptomatik
Bei der Nasoziliarisneuralgie kommt es zu einseitigen Schmerzen im inneren Augenwinkel, die in Augenhöhle und Nasenrücken ausstrahlen. Die Schmerzen sind stechend. Sie halten Sekunden bis Stunden an und können auch aus dem Schlaf heraus auftreten. Als Begleitsymptome werden auf der betroffenen Seite Tränenfluss, Schwellung der Nasenschleimhaut, Schweißsekretion, Hautrötung, Konjunktivitis, Keratitis, Iritis und Zyklitis beobachtet. Als Auslöser (Trigger) der Schmerzattacken sind Berührungen des ipsilateralen, also seitengleichen Nasenlochs, des inneren Augenwinkels, des Nasenrückens, der unteren Nasenmuschel und Kaubewegungen bekannt.

## Anatomische Grundlagen
Der Nervus nasociliaris entspringt dem ersten Ast des Nervus trigeminus. Zusammen mit dem Nervus oculomotorius und dem Nervus trochlearis passiert er den Anulus tendinosus und zieht entlang der Innenkante des Orbitadachs zum inneren Augenwinkel. Er innerviert den inneren Augenwinkel, die Haut des Nasenrückens und die Schleimhaut von Nasenmuschel, Siebbeinzelle und Keilbeinhöhle. Im Sinus cavernosus zweigt ein Ast zum Ganglion ciliare ab.

## Ätiologie
Als Ursache der Nasoziliarisneuralgie gilt eine Neuritis des Nervus nasociliaris oder des Ganglion ciliare als Folge von Entzündungsprozessen im Nasen-, Siebbeinzellen- oder Keilbeinhöhlen-Bereich mit einseitiger Rhinitis. Auch Grippe, Diabetes mellitus, Lues, Tuberkulose und Karotisaneurysma sind als ätiologische Faktoren beschrieben worden.

## Differenzialdiagnose
Differenzialdiagnostisch sind Cluster-Kopfschmerz und Sluder-Neuralgie abzugrenzen. Soyka geht davon aus, dass die Nasoziliarisneuralgie, ebenso wie die Sluder-Neuralgie, nicht als eigenständige Krankheitsbilder zu werten sind. Er fasst beide als Varianten des Cluster-Kopfschmerzes auf, eine Sichtweise, die heute von vielen Autoren geteilt wird (siehe hierzu auch Artikel über Cluster-Kopfschmerz). Selten kann die Nasoziliarisneuralgie auch mit der Trigeminusneuralgie verwechselt werden, wobei allerdings die Schmerzattacken der Trigeminusneuralgie in der Regel kürzer sind und der Schwerpunkt der Schmerzwahrnehmung im Versorgungsbereich der unteren beiden Trigeminusäste liegt.

## Therapie
In akuten Schmerzanfällen hilft die intranasale Oberflächenanästhesie mit Xylocain oder Kokain. Analog zur Therapie des Cluster-Kopfschmerzes kommen heute Sauerstoffinhalationen, Triptane und Ergotamin zum Einsatz. Wiederholte Blockaden der Nervi supraorbitalis, supratrochlearis und infraorbitalis durch lang wirkende Lokalanästhetika sowie systematische Schleimhautanästhesierungen können zu Dauerheilungen führen. Auch Blockaden des gleichseitigen Ganglion cervicale superius oder wiederholte Stellatumblockaden haben sich gelegentlich bewährt. Als Ultima Ratio gilt die Durchtrennung des Nervus nasociliaris. Zur Intervalltherapie werden der Kalzium-Antagonist Verapamil, Prednisolon und Lithium eingesetzt.